# Ванченко-Івашенко Петро Захарович
Петро Захарович Ванченко, справжнє прізвище — Івашенко, (11 січня 1898, село Жуки поблизу Полтави — 10 березня 1937) — український письменник і актор. Жертва сталінських репресій.

## Життєпис
Народився в селянській сім'ї.
Закінчивши земську початкову школу, пішов у найми, потім узяли його писарем до Тахтаулівської волості, а звідти — до контори кочубеївської економії.
Успішно закінчив Полтавське комерційне училище. В роки громадянської війни він захищав радянську владу, допомагав партизанам у боротьбі проти німців-окупантів.

## Актор
Захопився театром. Грав у Полтавському театрі «Жовтень».
Брав участь у спектаклях «Тарас Бульба», «Маруся Богуславка», «Циганка Аза» та ін. У 1920-х роках був секретарем Спілки працівників мистецтва.

## Письменник
Творча діяльність розпочалась оповіданням «Вночі», надрукованим 1924 року в додатку до газети «Вісті». Того ж року вступив до «Гарту». Відтоді Ванченко друкується в харківських журналах, зокрема у «Всесвіті». У третьому номері цього часопису за 1926 поруч із оповіданням «Шахтар» вміщено портрет молодого письменника. Наступного року там же друкують гумористичне оповідання «Герой», манерою письма близьке до чеховських творів.
Перша збірка Ванченкових оповідань «Жива реклама» вийшла 1928 року у видавництві «Плужанин».
Одночасно з'являється в друці й більша розміром книжка «Мужність». Далі виходять збірки «Обов'язок» (1929), «Повість без назви» і «Клопіт цирульника Еміля Термана» (1930), нарешті, остання — «Онопрій Кудь» (1933).
1971 року ця повість у перекладі Г. Малютіної на російську мову вийшла в Москві (упорядник Кость Трофимов). За відомостями, одержаними свого часу від критика Григорія Майфета, що був іще до арешту в творчих стосунках з П. Ванченком, повість «Онопрій Кудь» виходила також у німецькому перекладі.
До особливих цінностей художнього письма П. Ванченка належить блискуче володіння живою образною мовою, котру письменник щедро почерпнув з фольклорної криниці.

## Арешт і загибель
Заарештовано Ванченка 6 грудня 1934 року (так званий «кіровський набір»). Звинувачено «в належності до „терористичної організації“, яка намічала вчинити ряд терористичних акцій над вождями партії і уряду», що письменник заперечив.
У Харківськім облуправлінні НКВС у січні 1935 року винесено постанову щодо Ванченкового «Оповідання про гніду кобилу», яке кваліфіковано як «злісний пасквіль на радянську владу». Разом з іншими 15 особами (серед них — полтавці О. Ковінька, Г. Майфет, В. Вражливий) Ванченка засуджено на 10 років позбавлення волі. Перебував на Соловках, звідки не повернувся.
В 1956 році реабілітовано.